# Лемтибозьке сільське поселення
Лемтибо́зьке сільське поселення (рос. Лемтыбожское сельское поселение) — муніципальне утворення у складі Вуктильського міського округу Республіки Комі, Росія. Адміністративний центр та єдиний населений пункт — селище Лемтибож.

## Населення
Населення — 228 осіб (2010; 405 у 2002, 598 у 1989).